# Винтон Руфер
Винтон Руфер (29. децембар 1962) бивши је новозеландски фудбалер.

## Каријера
Током каријере играо је за Цирих, Вердер Бремен и многе друге клубове.

## Репрезентација
За репрезентацију Новог Зеланда дебитовао је 1980. године. Са репрезентацијом Новог Зеланда наступао је на Светском првенству 1982. године. За национални тим одиграо је 22 утакмице и постигао 10 голова.

## Статистика
| Нови Зеланд | Нови Зеланд | Нови Зеланд |
| Год.        | Ута.        | Гол.        |
| ----------- | ----------- | ----------- |
| 1980        | 4           | 0           |
| 1981        | 2           | 3           |
| 1982        | 6           | 2           |
| 1983        | 0           | 0           |
| 1984        | 0           | 0           |
| 1985        | 3           | 1           |
| 1986        | 0           | 0           |
| 1987        | 0           | 0           |
| 1988        | 1           | 0           |
| 1989        | 1           | 0           |
| 1990        | 0           | 0           |
| 1991        | 0           | 0           |
| 1992        | 0           | 0           |
| 1993        | 0           | 0           |
| 1994        | 0           | 0           |
| 1995        | 0           | 0           |
| 1996        | 2           | 0           |
| 1997        | 3           | 4           |
| Укупно      | 22          | 10          |